# Joaquim Garriga i Riera
Joaquim Garriga i Riera (Malgrat de Mar, Maresme, 17 d'agost de 1945 - Barcelona, Barcelonès, 20 de juliol de 2018) fou un historiador de l'art i professor universitari català.
Nascut al si d’una família pagesa del carrer de Maó de Malgrat de Mar, va fer els primers estudis a la seva ciutat natal, i després va anar a estudiar al Seminari Diocesà de Girona, i més tard, es traslladà a Roma on es diplomà en arqueologia cristiana per l'Institut d’Arqueologia Cristiana el 1969, i es llicencià en Teologia per la Pontifícia Universitat Gregoriana el 1970. Posteriorment, es llicencià en Història de l'art per la Universitat de Barcelona el 1975, on es doctorà també el 1990. Des del 1976, ha exercit la docència a la Universitat de Barcelona i, posteriorment, a la Universitat de Girona, on des del 1996 seria catedràtic d'història de l'art modern. Des del 2015 era catedràtic emèrit. Havia format part, entre altres organismes, de la Comissió del Patrimoni Cultural de Catalunya entre 1990 i 1997, i del consell rector del patronat del MNAC entre 1991 i 1993.
La seva activitat docent s'ha centrat en la recerca i les publicacions en temes d'art renaixentista a Europa, especialment a Itàlia i a Catalunya. Ha participat en l'obra «Fuentes y Documentos para la Historia del Arte» (1983). La seva estada a Itàlia havia propiciat també una notable dedicació a l'art d’aquell país que sovint ell contextualitzava amb l'art català, així com a les figures de Pedro Berruguete i el mestre de Castelsardo. S'ocupà especialment de l’arquitectura i les arts a Catalunya a l’època del Renaixement, considerades tant des d’un marc tècnic i estètic com social i cultural. Participà en nombrosos congressos, sovint internacionals, col·laborà en moltes revistes i catàlegs d’exposicions on la seva tasca de recerca es plasmà en fitxes i estudis de la seva especialitat. Així, ha estat membre del consell de redacció de les revistes D’Art del 1983 al 1995, De Museus. Quaderns de Museologia i Museografia del 1987 al 1990, Butlletí del Museu Nacional d'Art de Catalunya del 2000 al 2007, Quaderns del Museu Episcopal de Vic del 2003 al 2005, i de la col·lecció «Memoria Artium», editada pels departaments d’Història de l’Art de totes les universitats catalanes, del 2001 al 2014. Ha estat membre del Consell Rector del Patronat del Museu Nacional d’Art de Catalunya durant els anys 1991 i 1993, de la Comissió del Patrimoni Cultural de Catalunya (1990-1997) i de la Comissió Territorial del Patrimoni Cultural de Girona (1997-2005). També és membre del Consell Assessor del Museu de Montserrat, des del 1985, i ho va ser de la comissió tècnica per al projecte de reforma del Museu Frederic Marès entre 1991 i 2011. Ha estat membre del Patronat de l'Institut Amatller d'Art Hispànic de Barcelona, des del 2002, i de l'Institut d’Estudis Catalans (Secció Històrico-Arqueològica), des del 17 de juny de 2002.
En homenatge al seu historiador local, l'any 2019 la Junta de Govern Local de l'Ajuntament de Malgrat de Mar aprovà donar el nom de Joaquim Garriga i Riera a la Sala d'actes de l'Arxiu Municipal.

## Publicacions[7][8]
- "Las construcciones 'con punto' en talleres hispanos del siglo XVI". A: La Práctica de la perspectiva: Actas del Simposio internacional: Granada 2008: perspectiva en los talleres artísticos europeos, pàgs. 267-306 (2013)
- "Modern", amb Marià Carbonell i Buades, Joan Fuguet i Sans, Marina Miquel i Vives, Anna Isabel Serra Masdeu, Miquel Mirambell Abancó, Pere Beseran i Ramón, Joan Bosch i Ballbona, Emma Liaño Martínez i Sofía Mata de la Cruz. A: Història de la Conca de Barberà: Història de l'art, coord. per J. Fuguet i Sans, C. Plaza i Arqué, Vol. 1, págs. 266-391 (2008)
- L'Època del Barroc i els Bonifàs: actes de les Jornades d'història de l'art a Catalunya, Valls, 1,2 i 3 de juny de 2006, de Bonaventura Bassegoda i Hugas, com a editor literari, conjuntament amb Jordi Paris (2007)
- "Geometría espacial en la pintura de Pedro Berruguete en Castilla". A: Actas del Simposium Internacional "Pedro Berruguete y su entorno", pàgs. 189-216 (2003)
- "'Diestros en el contra açer de la bista...': la perspectiva lineal y los talleres de pintores hispanos en el siglo XVI". A: El modelo italiano en las artes plásticas de la Península Ibérica durante el Renacimiento, coord. per M. José Redondo Cantera, pàgs. 131-152 (2004)
- Frederic-Pau Verrié i Faget: Premi de l'Institut del Patrimoni Cultural (2002)
- "Escultores y retablos renacentistas en Cataluña (1500-1640)". A: Retablos esculpidos en Aragón : del Gótico al Barroco, coord. per M. del Carmen Lacarra Ducay, pàgs. 259-302 (2002)
- "Joan de Borgonya, pintor del XX.º capítulo de la orden del Toisón de Oro". A: De la unión de coronas al Imperio de Carlos V : [Congreso internacional, Barcelona 21-23 de febrero de 2000], coord. per E. Belenguer Cebrià, Vol. 3, pàgs. 121-180 (2001)
- "De noms dits a noms escrits: una hipòtesi sobre l'antropònim del pintor 'Aine Bru'". A: Miscel·lània Oriol Martorell, pàgs. 267-280 (1998)
- "Un "escultor sin obra" del siglo XVI: mestre Joan de Tours, imaginaire, ciutadà de Barcelona". A: Homenaje al profesor Martín González, pàgs. 343-356 (1995)